# 松本市立寿小学校
松本市立寿小学校（まつもとしりつことぶきしょうがっこう）は長野県松本市寿豊丘にある市立小学校。1873年（明治6年）創立の市内でもっとも古い小学校のひとつ。

## 概要
寿小学校は松本市の南に位置し、東に鉢伏・高ボッチを仰ぎ、西に田川を臨むなだらかな丘陵地にある学校である。
寿小学校は、以前は県内有数のマンモス校であったが、児童の減少によりクラス数が減り、空き教室が増えている。
寿地区通学区域は寿田町（すだちょう）、赤木（あかぎ）、小池（こいけ）、百瀬（ももせ）、白姫（しろひめ）、上瀬黒（かみせぐろ）、竹渕（たけぶち）、豊町（ゆたかまち）、竹原町（たけはらちょう）、白川（しらかわ）、寿田川（ことぶきたがわ）、寿台（ことぶきだい）である。(一部除く)

## 沿革[2]
- 1873年（明治06年） - 寿小学校創立
- 1954年（昭和29年） - 寿村が松本市に編入されたため松本市立となる
- 1964年（昭和39年） - 校歌制定、中庭記念池
- 1974年（昭和49年） - 創立100周年記念式典
- 1996年（平成08年） - 下瀬黒地区を並柳小学校へ学区変更
- 1998年（平成10年）- PTAバザーが始まる
- 2002年（平成14年）- 東校舎完成
- 2003年（平成15年）- 創立130周年記念式典・体育館改築
- 2004年（平成16年）- 西校舎完成
- 2007年（平成19年）- 金管バンド部全国大会初出場
- 2008年（平成20年） - 鉄腕アトムを題材にした映画を作成し脚光を浴びる
- 2012年（平成24年） - プール改修新プール完成
- 2013年（平成25年） - 創立140周年記念式典
- 2014年（平成26年） - 秋の運動会を春の運動会の開催へと移行
- 2015年（平成27年） - 体育館アリーナ天井耐震化工事・太陽光パネル設置工事（西校舎）
- 2016年（平成28年） - 渡り廊下滑り止め工事
- 2017年（平成29年） - 校庭大階段補修工事

## 目標[3]

### 学校教育目標
明るい子ども・強い子ども・考える子ども

### 重点目標
ひろげよう　なかまのわ
　　きたえよう　こころとからだ　
　　　　つたえよう　わたしのことば

### 目指す子ども像
- なかまのわをひろげる子ども
- こころとからだをきたえる子ども
- 自ら考え、人・もの・ことにはたらきかける子ども

### 寿小の“あいことば”
さあ、やってみよう！

## 児童数
| 令和6年 児童数 | 学級数 | 児童数 | 児童数 |
| -------------- | ------ | ------ | ------ |
| 令和6年 児童数 | 1学年  | 3      | 88     |
| 令和6年 児童数 | 2学年  | 4      | 114    |
| 令和6年 児童数 | 3学年  | 3      | 99     |
| 令和6年 児童数 | 4学年  | 4      | 121    |
| 令和6年 児童数 | 5学年  | 3      | 102    |
| 令和6年 児童数 | 6学年  | 3      | 104    |
| 令和6年 児童数 | 合計   | 20     | 628    |

## 交通アクセス
- JR村井駅から徒歩約20分。